# Lai Choi San
Lai Choi San (Montanha da Riqueza) foi uma pirata chinesa do século XV. A única evidência de sua existência é o livro I Sailed With Pirates, que foi escrito por Aleko Lilius e publicado em 1931, no qual ele descreve-a como a mais poderosa e conhecida líder pirata da história da China, talvez rivalizada apenas por Ching Shih do século anterior.

## Carreira
Ela comandou uma frota de cerca de 12 juncos na área de Macau e no mar da China Meridional durante as décadas de 1920 e 1930. Apesar de sua frota ter sido baseada no mar da China Meridional, ela frequentava o mar da China Oriental e, por vezes, o Mar de Sulu, próximo de Palawan, nas Filipinas.
Laoi Choi San foi uma dos vários piratas que Lilius afirma ter viajado durante o final da década de 1920. Lilius descreve sua frota contendo "doze canhões de aparência mediana e medieval e dois mais modernos. Ao longo dos baluartes do lixo, havia fileiras aparafusadas de chapas de ferro pesadas." Sua tripulação era referida como ladrones (piratas ou ladrões) pelos portugueses e, de acordo com Lilius, "todos os companheiros eram temíveis, homens musculosos e pesados, que usavam chapéus bem largos e lençóis vermelhos amarrados em seus pescoços e cabeças". Lai Choi San tem sido referida como uma mulher que assemelha a figura de "Robin Hood", No entanto, ela e sua equipe receberam dinheiro de proteção de comerciantes locais e operavam com pouca interferência de autoridades portuguesas ou chinesas desde a herança da frota de seu pai após sua morte.

## Influência na cultura
Lai Choi San foi a modelo para a Dragon Lady, uma das principais vilãs que apareceu nos quadrinhos, rádio e televisão da série de Terry e os Piratas. O criador do seriado, Milton Caniff , posteriormente, afirmou ter sido inspirado pela leitura de uma história sobre ela. A personagem iria influenciar fortemente o personagem comum cuja personalidade é geralmente retratada como uma vilã bonita e ainda de coração frio como visto mais tarde na cultura popular.
Em um livro "Los Futbolisímos", por Roberto Santiago, uma jovem espanhola chamada de Almudena García, usa o nome Laoi San Chai como pseudônimo.

## Leituras complementares
- Blackham, Robert James. Mulher: Em Honra e Desonra. Londres: Sampson Low, Marston & Co. Ltd., 1936.
- Por Lintner, Bertil. Irmãos de sangue, de Crime, de Negócios e Política na Ásia. Sydney: Allen & Unwin, 2002. ISBN 1-86508-419-0
- Lorimer, Sara. Espólio: Menina Piratas em Alto Mar. San Francisco: Chronicle Books, 2001. ISBN 0-8118-3237-6